# Commissionnaires du Québec
 (juillet 2018).
Le Corps canadien des commissionnaires est une société de sécurité canadienne à but non lucratif créée pour fournir de l'emploi à d'anciens militaires. Commissionnaires du Québec (officiellement le Corps canadien des Commissionnaires (en) - Division du Québec) est l’une des divisions de la société offrant les services des Commissionnaires sur le territoire québécois.

## Histoire
Inspiré du modèle britannique (le Corps of Commissionaires), le Corps canadien des commissionnaires est né en 1925 de la volonté de trouver une nouvelle carrière professionnelle aux soldats et ex-militaires ayant, entre autres, œuvré dans le cadre de la Première Guerre mondiale et pour lesquels, on pouvait craindre, les répercussions d'un trouble de stress post-traumatique, le désœuvrement après une carrière militaire très active. En reconnaissance de l'initiative, le gouvernement du Canada a institué à la fin de la Seconde Guerre mondiale, le principe du droit de premier refus à l'institution, à l'égard de tout appel d'offres en matière de protection de biens ou d'institutions de niveau fédéral.
Officiellement, le Gouverneur général du Canada est le protecteur, le parrain du Corps canadien des Commissionnaires.
| Création     | 1925 |
| ------------ | --- |
| Siège social | Montréal, Québec, Canada |
| Activité     | Sécurité, Cybersécurité, Formation d'agents de sécurité, Vérification des antécédents, Enquêtes et Filature, Demande de pardon, Cybersurveillance, Certificat de police, Empreintes digitales, Caméras de surveillance et Systèmes de sécurité. |
| Site web     | http://commissionnairesquebec.ca/ |

## Mode de fonctionnement
À l'origine, les emplois consistaient généralement à assurer la protection des institutions gouvernementales fédérales. Depuis, la société a diversifié ses services, bien que tous liés à la sécurité (conciergerie, services conseils, filature, sécurité informatique) et le type de clients qu'elle peut desservir (ministère et organismes provinciaux, municipalités, sociétés de la Couronne et organisations para-gouvernementales, institutions à but non-lucratif, entreprises commerciales).
Jusqu'au début des années 2000, le personnel des Commissionnaires était essentiellement composé de vétérans, d'ex-militaires des Forces armées canadiennes ou d'ex-membres de la Réserve militaire canadienne et de la Gendarmerie royale du Canada. L'organisation s'est depuis ouverte aux membres des corps de police provinciaux et municipaux de même qu'aux membres civils.
Les commissionnaires ont un code de conduite inspiré en bonne partie de celui des militaires. Ainsi, après un certain nombre d'années au service de la société, les employés se voient décerner une médaille de long service, la Commissionaires Long Service Medal qui fait partie des ordres, décorations et médailles du Canada.

## Spécificité de la Division du Québec des Commissionnaires du Canada

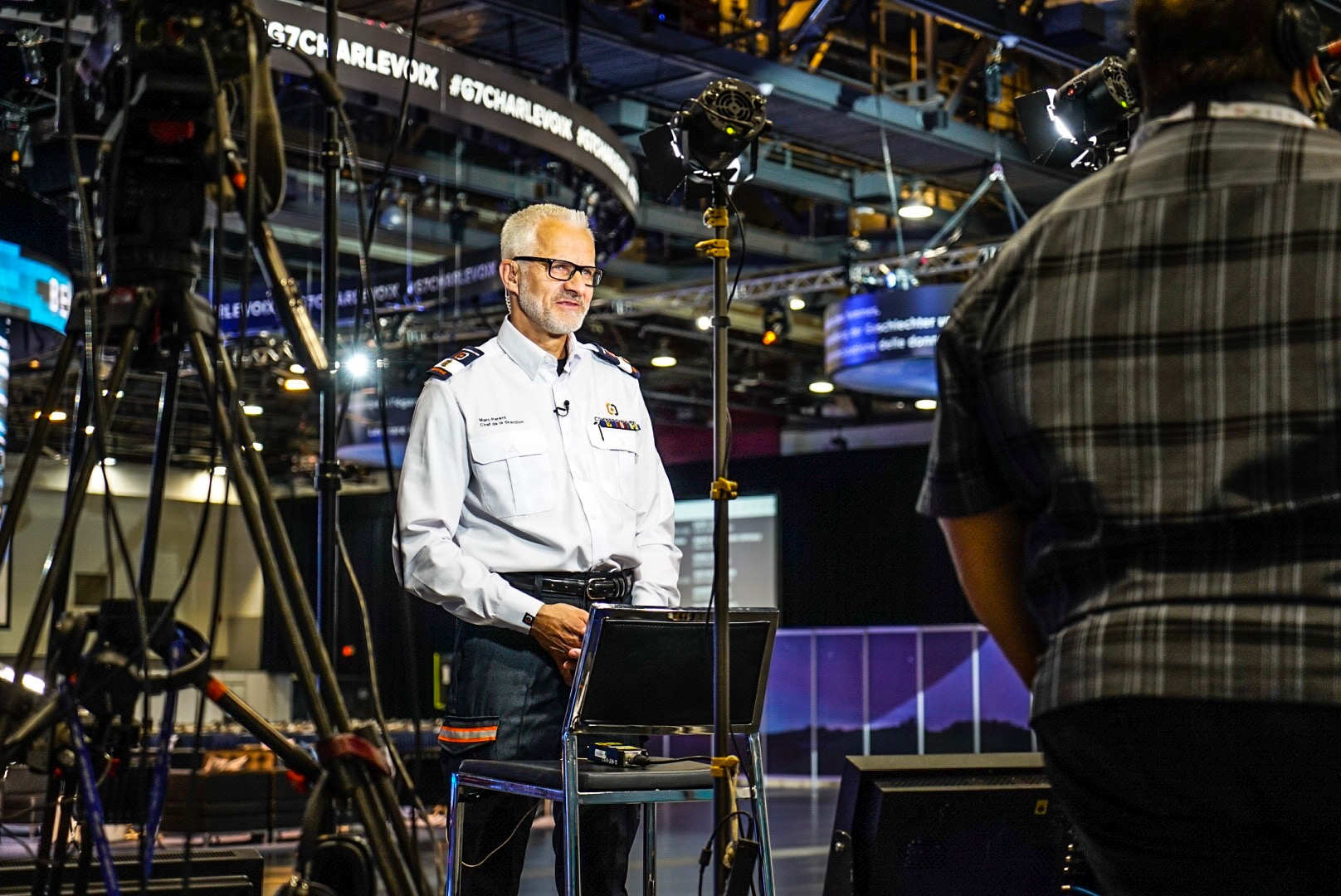
Marc Parent, Chef de direction, Corps canadien des Commissionnaires - Division du Québec

L'histoire du Corps canadien des commissionnaires est d'abord montréalaise avec sa création dans la métropole canadienne en 1925, avant l'expansion de l'organisation vers Toronto et Vancouver.
De nos jours, la division Commissionnaires du Québec reste l'une des plus importantes parmi les quinze (15) divisions du Corps canadien des Commissionnaires existant au Canada. Elle possède un siège social à Montréal et six (6) bureaux régionaux à travers la province; l'organisation compte sur plus de 3 000 employés pour honorer ses mandats. En juin 2018, la Division du Québec du Corps Canadien des Commissionnaires fut (en sus des organisations étatiques fédérales de sécurité et de protection impliquées) l'organisation non-étatique officielle à assurer la sécurité de l'organisation du Groupe des sept dont la réunion s'est tenue dans la région québécoise de Charlevoix.
Le chef de la direction actuel des Commissionnaires du Québec est Marc Parent, l'un des anciens directeurs du Service de police de la ville de Montréal.